# 朱偉鈞
朱偉鈞（Chu Wai Kwan，1999年2月9日－），生於香港，香港足球運動員，司職前鋒或進攻中場，現時效力香港超級聯賽球會均業北區。

## 早年生活
朱偉鈞生於香港，小時候落街場踢足球，參加Now青訓計劃，繼而開始踢流浪青年軍，自小夢想當職業足球員，中一讀匯基書院，中二時知道體育名校仁濟醫院董之英紀念中學有職業足球員培育計劃，便考進來，然後跟隨車路士足校學校 (香港)效力過橫濱FC香港和南華的青年軍，期間屢次獲邀請隨南華的港超一隊訓練，但因他想先完成最基本的中六課程，而未成事，雖然朱偉鈞在學界賽事確實質素較高，只可惜在最後一年踢學界，就於決賽以互射12碼5–6不敵加拿大國際學校，但賽後朱偉鈞卻入選學界精英賽明星隊。

## 球員生涯
朱偉鈞於2016年獲得車路士足校學校 (香港)安排加盟老牌球會愉園出戰丙組聯賽，並在丙組攻入12球，成為球隊第二神射手，為隊友鋪橋搭路並為球隊攻堅得分季尾，協助愉園以26戰64分成功捧走2016至17年度球季丙組聯賽冠軍，來年將會升上乙組作賽，而朱偉鈞於2017年7月轉會港超聯新成立的球隊夢想FC，並在8月26日以1–1逼和和富大埔的首場聯賽，於78分鐘後備入替職業生涯首次亮相。
2019年夏天，朱偉鈞加盟香港超級聯賽球隊愉園。
2021年夏天，朱偉鈞加盟香港超級聯賽球隊東方龍獅。
2021年10月底，香港U23代表隊赴日參加U23亞洲盃外圍賽分組賽期間，近半隊球員賽後違反隔離指引，外出買酒兼醉酒鬧事。足總紀律委員會調查後決定禁止朱偉鈞受徵召入選香港代表隊資格一年及罰款港幣三千元， 原因是違反亞洲足協U23亞洲盃外圍賽分組賽日本賽區之防疫措施及相關指引及違反代表隊球員的行為與道德守則。
2023年1月27日，朱偉鈞外借至香港超級聯賽球隊深水埗。
2023年夏天，朱偉鈞加盟香港超級聯賽球隊均業北區。

## 榮譽
愉園
- 香港丙組聯賽冠軍（2016–17季度）

香港代表隊
- 港澳青年埠際賽冠軍（2017年）

## 外部連結
- 香港足球總會網頁球員資料 （页面存档备份，存于）